# Anton Greiner
Anton Greiner (* 31. Juli 1914 in Bamberg; † 20. Januar 2007 ebenda) war ein deutscher Maler.

## Biografie
Anton Greiner machte seine Ausbildung zum Maler in den Jahren 1936 bis 1939 an der Münchner Kunstakademie. Nach Kriegsdienst und Kriegsgefangenschaft setzte er 1947 in München sein Studium als Meisterschüler und schließlich als Assistent bei Hermann Kaspar fort. Studienschwerpunkt war Architekturmalerei. Bereits als Student malte er in der Münchner Pfarrkirche St. Anna zwei Apsiden aus.
Nach seinem Studium kehrte Greiner 1961 als freischaffender Künstler in seine Heimatstadt Bamberg zurück. Hier übernahm er die Restaurierung und teilweise Neugestaltung der barocken Anwanderschen Fresken an den Fassaden des Alten Bamberger Rathauses.
Einer der Schwerpunkte seines künstlerischen Schaffens war zeitlebens die Neugestaltung wie auch die Erneuerung von Wand- und Deckenfresken. Beispielsweise schuf Greiner das Deckengemälde in der gotischen Lichtenfelser Stadtpfarrkirche  Mariä Himmelfahrt und das Deckenfresko in der Burgebracher Pfarrkirche St. Veit (St. Vitus). Für die am 7. Juni 1969 in Rehau eingeweihte Kirche Zu den Heiligen Aposteln fertigte er das großformatige Wandbild Die 12 Apostel.
Anfang Oktober 1975 vollendete Greiner nach einjähriger Arbeit in der Strullendorfer St.-Paulus-Kirche ein großangelegtes Wandgemälde, einen 20 Meter langen Kreuzweg. Als „rundum geglückt“ bezeichnete Pfarrer Hans-Werner Alt die in der Nedensdorfer Kirche Maria Königin geschaffenen „kostbaren Kreuzwegfresken“ Greiners.
Als freischaffender Künstler liebte und pflegte Greiner insbesondere den Stil zweier Vorbilder, Paul Cézanne und Lyonel Feininger. Um Ersteren zu erfassen und zu verstehen, zog es ihn immer wieder in die Provence. Seine Landschaftsbilder waren oft als Aquarelle ausgeführt. Wohl die meisten seiner Bilder aber gestaltete Greiner in Öl, in der Maltechnik Feiningers mit seiner „ihm typischen Formgebung, durch welche sich die Ansichten seiner Motive in seinen Bildern prismatisch brechen.“ Winfried Schleyer bezeichnete Anton Greiner als „Bambergs Porträtisten“ und zählte ihn „zu den profiliertesten Persönlichkeiten der fränkischen Kunstszene in der zweiten Hälfte des 20. Jahrhunderts“.

## Ehrungen
- 1971: Kulturpreis der oberfränkischen Wirtschaft
- 1974–1977: Vorsitzender des Bundes Fränkischer Künstler, danach deren Ehrenvorsitzender
- 1977: Bamberger Kunstpreis
- 1984: Ehrenmedaille des Bezirks Oberfranken
- 1992: Bundesverdienstkreuz
- 2006: Bamberger Stadtmedaille